# Lluís Lucero Comas
Lluís Lucero Comas   (Girona, 1967) és un poeta, filòleg, traductor i divulgador cultural català. Llicenciat en Filologia Catalana i Filologia Clàssica, ha desenvolupat una trajectòria vinculada a la poesia des de múltiples vessants: com a autor, traductor, rapsode, crític literari i organitzador d'activitats culturals.
Lucero ha estat professor a l'Aula d'Escriptura de Girona i ha participat activament en la dinamització cultural de la ciutat. És membre de la junta dels Amics de la UNESCO de Girona i un dels coordinadors de la "Nit de Poetes", una trobada anual de poesia. Des de novembre de 2023, col·labora amb Girona FM, la ràdio municipal, on difon continguts relacionats amb la poesia al programa "Poesia en farcell".
El seu primer llibre de poesia, La lenta digestió de les crisàlides, va ser publicat l'any 2012 per Curbet Edicions. Aquest recull aplega fragments, vivències i ficcions que reflecteixen una mirada introspectiva i lírica. El 2025, tretze anys després del seu debut, ha publicat el seu segon poemari, Tàmiris i els jacints, amb Cap de brot edicions. Aquest llibre explora temes com l'amor, el desig, la pèrdua i la construcció de la identitat a través d'una poesia que combina mite i realitat. L'obra ha estat presentada en diversos espais culturals de Girona, com l'Auditori Josep Viader de la Casa de Cultura. D'aquesta darrera obra, el poeta Adrià Targa en destaca que "són poemes per tornar-hi, són poemes per quedar-s’hi a viure".

## Publicacions
- La lenta digestió de les crisàlides, Curbet Edicions, 2012. ISBN 978-8494026317.
- Tàmiris i els jacints, Cap de brot edicions, 2025. ISBN 978-84-129108-5-8.